# Arnold von Freising

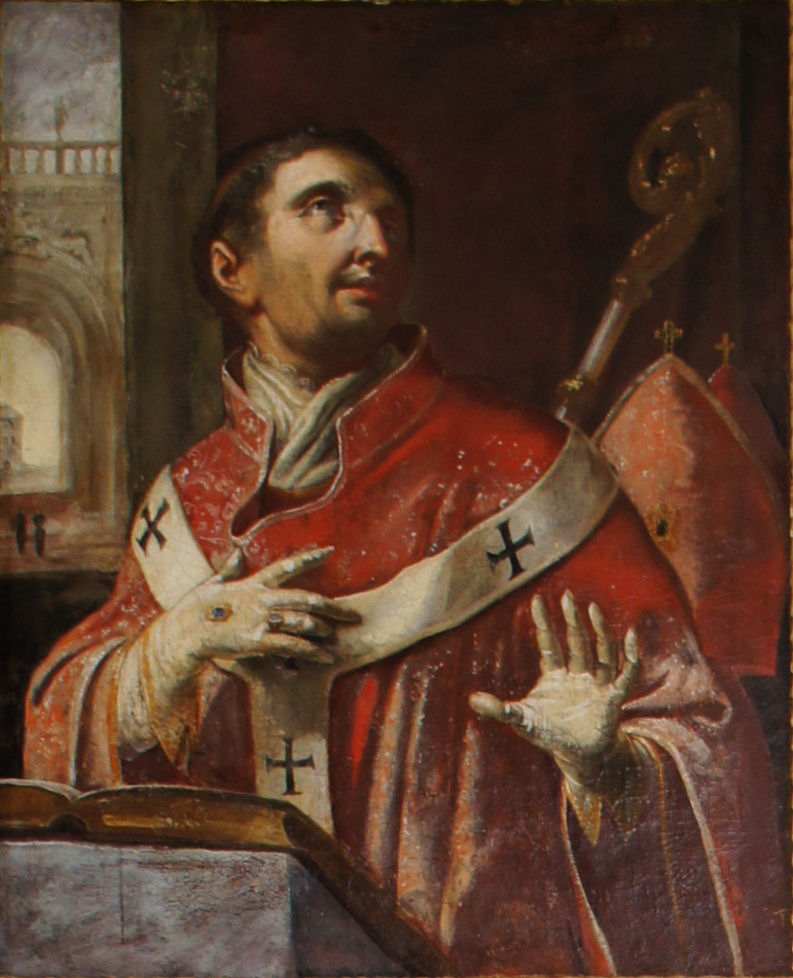
Arnold auf einem Gemälde im Fürstengang Freising

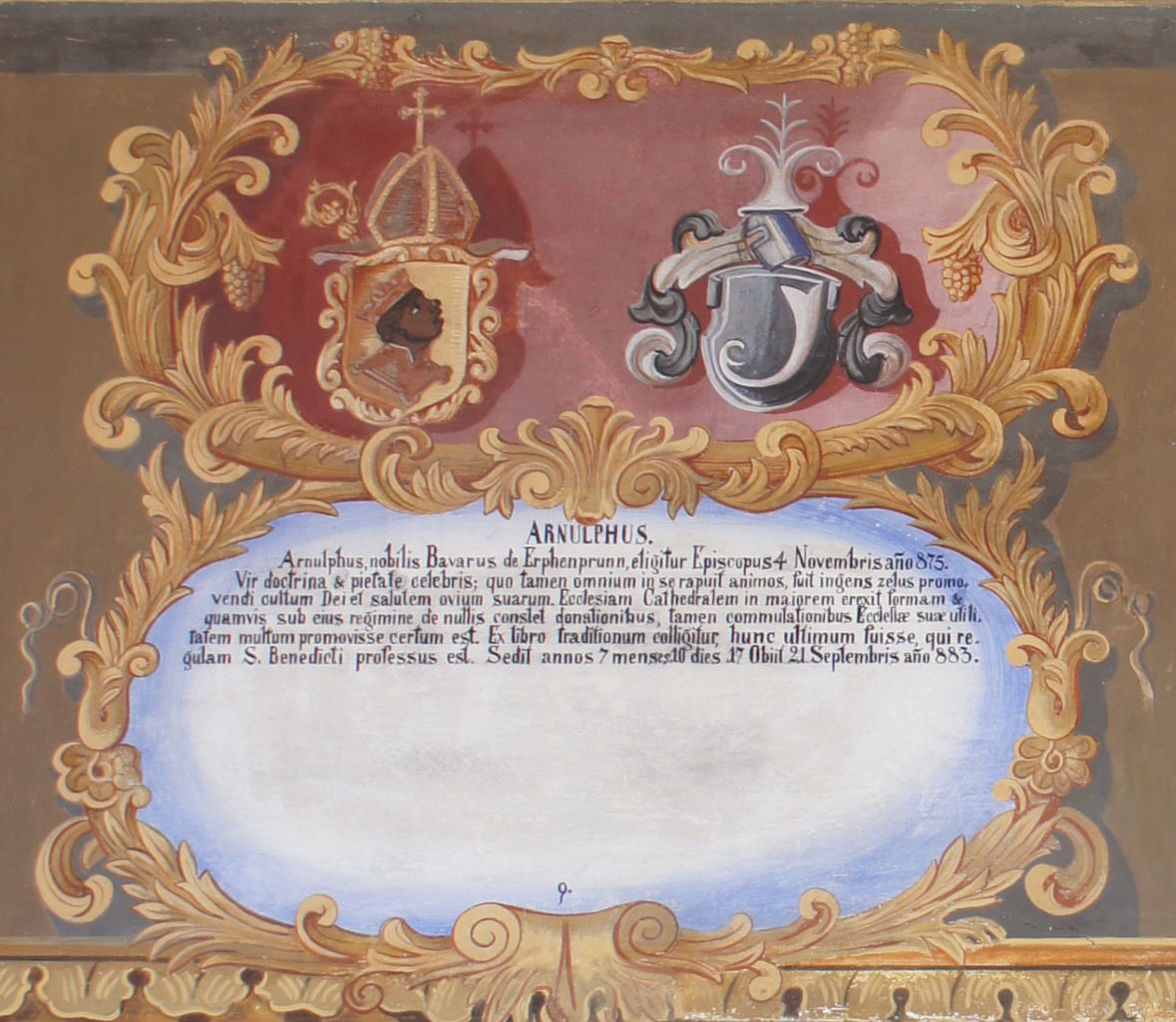
Wappentafel von Arnold im Fürstengang Freising

Arnold von Freising († 22. September 883 in Freising) war seit dem Jahr 875 Bischof von Freising.
Arnold war Neffe seines Vorgängers Anno von Freising. Auch er vermehrte wie sein Vorgänger den Freisinger Besitz.